# Орна, Луис
Луис Орна Бискари (исп. Luis Horna Biscari; родился 14 сентября 1980 года в Лиме, Перу) — перуанский теннисист; победитель одного турнира Большого шлема в парном разряде (Открытый чемпионат Франции-2008); победитель восьми турниров ATP (из них два в одиночном разряде)
В юниорах: победитель двух юниорских турниров Большого шлема в парном разряде (Открытый чемпионат Франции, Уимблдон-1997); финалист одного юниорского турнира Большого шлема в одиночном разряде (Открытый чемпионат Франции-1997); полуфиналист парного турнира Orange Bowl-1997; бывшая 4-я ракетка мира в юниорском одиночном рейтинге и 3-я ракетка мира в юниорском парном рейтинге.

## Общая информация
Родителей Луиса зовут Элисео и Кармен Вискари.
Женат с 22 ноября 2003 года: у него и его супруги Эрики есть двое детей — дочь Луна (род. 25.04.2003) и сын Эмилио (род. 30.10.2005).
Любимое покрытие перуанца — грунт; лучший удар — форхенд; кумиром в период взросления в мире тенниса был Томас Мустер.
Помимо тенниса играет в гольф и футбол. Болельщик футбольной команды Альянса Лима.

## Спортивная карьера
Орна проявил себя уже на юниорском этапе карьеры. Он смог достичь 4-го места в юниорском рейтинге в одиночном разряде и 3-го в парном. В 1997 году он дошёл до финала Открытого чемпионата Франции среди юношей, в котором проиграл Даниэлю Элснеру. В парном разряде ему удалось выиграть в том же сезоне юниорские Ролан Гаррос (в паре с Хосе де Армасом) и Уимблдон (в паре с Николасом Массу).
Уже с 1995 года Орна постепенно начинает выступать во взрослых соревнованиях. В том году он впервые выступил за сборную Перу в отборочном раунде розыгрыша Кубка Дэвиса. В мае 1998 года Орна впервые сыграл в основной сетке турнира в рамках ATP-тура, получив уайлд-кард на соревнование в Атланте. В том же сезоне перуанец выиграл первые титулы на взрослом уровне в самой младшей серии «фьючерс». В 1999 году он перемещается в одиночном рейтинге в топ-200, а в 2000 году взял первый титул на «челленджерах» в парном разряде.
В 2002 году Орна поднимает свою игру на новый уровень. В марте на турнире серии Мастерс в Майами он смог преодолеть квалификацию и доиграть до третьего раунда. В мае и июне он выиграл сразу три титула на «челленджерах» в одиночном разряде и поднялся в первую сотню рейтинга. Это позволило ему дебютировать на взрослых турнирах из серии Большого шлема в основной сетке (на Открытом чемпионате США). В сентябре он впервые вышел в четвертьфинал турнира ATP, доиграв до него в Палермо.
В 2003 году Орна стабильно выступает на основных соревнованиях тура и трижды за сезон доходит до полуфиналов (в Амерсфорте, Сопоте и Палермо). Также в том году он выиграл один титул на «челленджерах». В первой половине сезона 2004 года Орна отметился тремя полуфиналами в Туре и победой на одном «челленджере». В июле на турнире в Амерсфорте он вышел в первый парный финал в команде с Хосе Акасусо. В августе он неудачно дебютировал на Олимпиаде, проиграв уже в первом раунде Себастьяну Грожану, а после неё смог удачно сыграть на харде в Лонг-Айленде, где прошёл в первый одиночный финал АТП-Тура. В борьбе за титул Луис проиграл австралийцу Ллейтону Хьюитту со счётом 3-6, 1-6. После этого он переместился на 33-е место в мировой классификации, которое стало самым высоким в одиночном рейтинге в его карьере. В октябре Орна удалось выйти в четвертьфинал на Мастерсе в Мадриде.
В 2005 году Орна на кортах Ролан Гаррос отметился первым выходом в третий раунд на Больших шлемах, а также дебютным титулом в АТП-туре, который он завоевал в парном разряде в Амерсфорте в альянсе с Мартином Гарсией. На Открытом чемпионате Австралии 2006 года перуанец второй раз в карьере прошёл в третий раунд. В начале марта он успешно провёл турнир в Акапулько и смог стать его победителем, переиграв в финале аргентинца Хуана Игнасио Чела — 7-6(5), 6-4. В мае Луис вышел в полуфинал турнира в Пёрчах-ам-Вёртер-Зе. Осенью с Мартином Гарсией завоевал второй совместный парный титул на турнире в Палермо.
В начале февраля 2007 года Орна победил на турнире в Винья-дель-Маре, одолев в финале хозяина кортов Николаса Массу со счётом 7-5 6-3, при чём за весь турнир не проиграв ни одного сета. В мае он второй год подряд доиграл до 1/2 финала в Пёрчах-ам-Вёртер-Зе, а в июле выиграл парный приз турнира в Кицбюэле в партнёрстве с итальянцем Потито Стараче.
Старт сезона 2008 года принёс перуанцу ещё один парный титул, который он выиграл на турнире в Окленде в партнёрстве с Хуаном Монако. В феврале с другим аргентинцем Агустином Кальери победил в парах на турнире в Буэнос-Айресе, а затем уже в одиночках сумел выйти в полуфинал в Акапулько. Главного результата в карьере Орна добился на парных соревнованиях Открытого чемпионата Франции. В паре с уругвайским теннисистом Пабло Куэвасом он преподнёс сюрприз уже в первом раунде, обыграв французский дуэт и седьмую пару турнира Арно Клемана и Микаэля Льодра. Затем во втором раунде они переиграли сильную пару Роберт Линдстедт и Яркко Ниеминен и вышли на девятую пару турнира Лукаша Длоуги и Леандера Паеса. В четвертьфинале им предстояло сразиться с первой парой мира американцами Бобом и Майком Брайанами. В упорной трехсетовой борьбе Куэвас и Орна выиграли и в борьбе за выход в финал в сложнейшем поединке обыграли другой неожиданный дуэт на полуфинальной стадии Душана Вемича и Бруно Соареса. Впервые в карьере попав в финал на турнире Большого шлема, Куэвасу и Орна предстояло побороться за титул уже с опытным дуэтом и вторым номером в рейтинге канадцем Даниэлем Нестором (который на тот момент являлся действующим победителем турнира) и Ненадам Зимоничем. Выиграв их легко со счетом 6-2, 6-3 Пабло Куэвас и Луис Орна сотворили сенсацию, став победителями Открытого чемпионата Франции. Для Орна эта победа стала первой и единственной в карьере на турнирах Большого шлема.
| Стадия  | Соперники (посев)                | Рейтинг  | Счёт              |
| 1 раунд | Арно Клеман Микаэль Льодра (7)   | 13 / 12  | 7-5 6-4           |
| 2 раунд | Роберт Линдстедт Яркко Ниеминен  | 35 / 61  | 6-4 6-1           |
| 3 раунд | Лукаш Длоуги Леандер Паес (9)    | 14 / 24  | 6-4 6-4           |
| 1/4     | Боб Брайан Майк Брайан (1)       | 1 / 1    | 6-3 5-7 7-6(1)    |
| 1/2     | Бруно Соарес Душан Вемич (Alt)   | 94 / 137 | 6-4 6-7(6) 7-6(6) |
| Финал   | Ненад Зимонич Даниэль Нестор (2) | 6 / 3    | 6-2 6-3           |

После триумфа на Ролан Гаррос Орна новых серьёзных успехов не показал. Та победа стала последней в его карьере в АТП-туре. В июле на «челленджере» в Лугано он выиграл последний титул в карьере в одиночном разряде. В концовке сезона Куэвас и Орна приняли участие в Итоговом турнире среди парников. В своей группе он выиграли два матча, а проиграли один и вышли в полуфинал, где уступили Ненад Зимонич и Даниэлю Нестору. После этого на «челленджере» в родном Перу Луис выиграл последний профессиональный титул в карьере в паре с Себастьяном Прието. В 2009 году в возрасте 29 лет завершил спортивную карьеру игрока.
В 2011—2015 годах занимал пост капитана сборной Перу в Кубке Дэвиса.

## Рейтинг на конец года
| Год  | Одиночный рейтинг | Парный рейтинг |
| 2009 | 440               | 273            |
| 2008 | 108               | 17             |
| 2007 | 73                | 107            |
| 2006 | 63                | 76             |
| 2005 | 84                | 93             |
| 2004 | 38                | 127            |
| 2003 | 64                | 403            |
| 2002 | 85                | 150            |
| 2001 | 138               | 264            |
| 2000 | 132               | 339            |
| 1999 | 180               | 489            |
| 1998 | 299               | 427            |
| 1997 | 903               | 937            |
| 1996 | 930               | 902            |
| 1995 | 1 048             | 978            |

По данным официального сайта ATP на последнюю неделю года.

## Выступления на турнирах

### Финалы турнировATPв одиночном разряде (3)

#### Победы (2)
| Титулы                        |
| ----------------------------- |
| Турниры Большого шлема (0+1)* |
| Итоговый турнир ATP (0)       |
| Мастерс (0)                   |
| ATP International Gold (1+1)  |
| ATP International (1+4)       |

| Титулы по покрытиям | Титулы по месту проведения матчей турнира |
| ------------------- | ----------------------------------------- |
| Хард (0+1)*         | Зал (0)                                   |
| Грунт (2+5)         | Зал (0)                                   |
| Трава (0)           | Открытый воздух (2+6)                     |
| Ковёр (0)           | Открытый воздух (2+6)                     |

* количество побед в одиночном разряде + количество побед в парном разряде.
| №  | Дата           | Турнир               | Покрытие | Соперник в финале | Счёт       |
| 1. | 5 марта 2006   | Акапулько, Мексика   | Грунт    | Хуан Игнасио Чела | 7-6(5) 6-4 |
| 2. | 4 февраля 2007 | Винья-дель-Мар, Чили | Грунт    | Николас Массу     | 7-5 6-3    |

#### Поражение (1)
| №  | Дата            | Турнир           | Покрытие | Соперник в финале | Счёт    |
| 1. | 29 августа 2004 | Лонг-Айленд, США | Хард     | Ллейтон Хьюитт    | 3-6 1-6 |

### Финалы челленджеров и фьючерсов в одиночном разряде (16)

#### Победы (11)
| Условные обозначения |
| Челленджеры (6+6)*   |
| Фьючерсы (5+3)       |

| Титулы по покрытиям | Титулы по месту проведения матчей турнира |
| ------------------- | ----------------------------------------- |
| Хард (1+2)*         | Зал (0)                                   |
| Грунт (10+7)        | Зал (0)                                   |
| Трава (0)           | Открытый воздух (11+9)                    |
| Ковёр (0)           | Открытый воздух (11+9)                    |

* количество побед в одиночном разряде + количество побед в парном разряде.
| №   | Дата             | Турнир                      | Покрытие | Соперник в финале        | Счёт        |
| 1.  | 9 августа 1998   | Гуаякиль, Эквадор           | Грунт    | Серхио Ройтман           | 6-1 7-6     |
| 2.  | 6 сентября 1998  | Лима, Перу                  | Грунт    | Маркос Даниэль           | 7-6 6-4     |
| 3.  | 13 сентября 1998 | Лима, Перу                  | Грунт    | Карлос Гомес Диас        | 7-6 7-6     |
| 4.  | 20 сентября 1998 | Лима, Перу                  | Грунт    | Карлос Гомес Диас        | 6-2 7-6     |
| 5.  | 21 марта 1999    | Мехико, Мексика             | Хард     | Пауло Тайшер             | 6-2 6-1     |
| 6.  | 19 мая 2002      | Загреб, Хорватия            | Грунт    | Доминик Хрбаты           | 6-2 6-1     |
| 7.  | 9 июня 2002      | Фюрт, Германия              | Грунт    | Юрген Мельцер            | 6-4 6-2     |
| 8.  | 16 июня 2002     | Вайден, Германия            | Грунт    | Желько Краян             | 6-0 6-4     |
| 9.  | 5 октября 2003   | Севилья, Испания            | Грунт    | Гильермо Гарсия Лопес    | 6-0 4-6 6-3 |
| 10. | 25 апреля 2004   | Пейджет, Бермудские Острова | Грунт    | Мартин Вассальо Аргуэльо | 6-4 4-6 6-4 |
| 11. | 6 июля 2008      | Лугано, Швейцария           | Грунт    | Николя Девильде          | 7-6(1) 6-1  |

#### Поражения (5)
| №  | Дата             | Турнир                | Покрытие | Соперник в финале  | Счёт           |
| 1. | 12 сентября 1999 | Ашаффенбург, Германия | Грунт    | Рене Никлиш        | 6-3 2-6 6-7(7) |
| 2. | 19 марта 2000    | Салинас, Эквадор      | Хард     | Давиде Сангвинетти | 2-6 2-6        |
| 3. | 10 сентября 2000 | Ашаффенбург, Германия | Грунт    | Николя Кутло       | 7-6(2) 3-6 1-6 |
| 4. | 9 сентября 2001  | Куритиба, Бразилия    | Грунт    | Флавио Саретта     | 6-7(3) 1-6     |
| 5. | 3 ноября 2002    | Сан-Паулу, Бразилия   | Грунт    | Франко Скиллари    | 2-6 4-6        |

### Финалы турниров Большого шлема в парном разряде (1)

#### Победа (1)
| №  | Год  | Турнир                     | Покрытие | Партнёр      | Соперники в финале           | Счёт    |
| 1. | 2008 | Открытый чемпионат Франции | Грунт    | Пабло Куэвас | Ненад Зимонич Даниэль Нестор | 6-2 6-3 |

### Финалы турнировATPв парном разряде (11)

#### Победы (6)
| №  | Дата            | Турнир                     | Покрытие | Партнёр         | Соперники в финале                   | Счёт              |
| 1. | 24 июля 2005    | Амерсфорт, Нидерланды      | Грунт    | Мартин Гарсия   | Фернандо Гонсалес Николас Массу      | 6-4 6-4           |
| 2. | 1 октября 2006  | Палермо, Италия            | Грунт    | Мартин Гарсия   | Марцин Матковский Мариуш Фирстенберг | 7-6(1) 7-6(2)     |
| 3. | 29 июля 2007    | Кицбюэль, Австрия          | Грунт    | Потито Стараче  | Томас Беренд Кристофер Кас           | 7-6(4) 7-6(5)     |
| 4. | 13 января 2008  | Окленд, Новая Зеландия     | Хард     | Хуан Монако     | Ксавье Малисс Юрген Мельцер          | 6-4 3-6 [10-7]    |
| 5. | 24 февраля 2008 | Буэнос-Айрес, Аргентина    | Грунт    | Агустин Кальери | Петер Лучак Вернер Эшауэр            | 6-0 6-7(6) [10-2] |
| 6. | 7 июня 2008     | Открытый чемпионат Франции | Грунт    | Пабло Куэвас    | Ненад Зимонич Даниэль Нестор         | 6-2 6-3           |

#### Поражения (5)
| №  | Дата             | Турнир                | Покрытие | Партнёр         | Соперники в финале                   | Счёт                 |
| 1. | 18 июля 2004     | Амерсфорт, Нидерланды | Грунт    | Хосе Акасусо    | Ярослав Левинский Давид Шкох         | 0-6 6-2 5-7          |
| 2. | 10 апреля 2005   | Касабланка, Марокко   | Грунт    | Мартин Гарсия   | Леош Фридль Франтишек Чермак         | 4-6 3-6              |
| 3. | 24 апреля 2005   | Хьюстон, США          | Грунт    | Мартин Гарсия   | Даниэль Нестор Марк Ноулз            | 3-6 4-6              |
| 4. | 17 сентября 2006 | Бухарест, Румыния     | Грунт    | Мартин Гарсия   | Марцин Матковский Мариуш Фирстенберг | 7-6(5) 6-7(5) [8-10] |
| 5. | 2 марта 2008     | Акапулько, Мексика    | Грунт    | Агустин Кальери | Оливер Марах Михал Мертиняк          | 2-6 7-6(3) [7-10]    |

### Финалы челленджеров и фьючерсов в парном разряде (19)

#### Победы (9)
| №  | Дата            | Турнир                  | Покрытие | Партнёр                 | Соперники в финале                      | Счёт           |
| 1. | 31 мая 1998     | Антофагаста, Чили       | Грунт    | Серхио Кортес           | Рауль Вальдес Луис Марафелли            | 6-1 3-6 6-4    |
| 2. | 9 августа 1998  | Гуаякиль, Эквадор       | Грунт    | Руди Рэйк               | Родриго Пенья Серхио Ройтман            | 6-4 6-1        |
| 3. | 21 марта 1999   | Мехико, Мексика         | Хард     | Америко Венеро Монтес   | Пауло Карвальо Гонсало Родригес         | 6-2 7-6        |
| 4. | 27 августа 2000 | Мёнхенгладбах, Германия | Грунт    | Эмилио Бенфеле Альварес | Франсиско Коста Херман Пуэнтес Альканис | 7-6(1) 1-6 7-5 |
| 5. | 18 марта 2001   | Салинас, Эквадор        | Хард     | Давид Налбандян         | Даниэль Мело Флавио Саретта             | 6-4 0-6 6-1    |
| 6. | 23 июня 2002    | Брауншвейг, Германия    | Грунт    | Мариано Худ             | Петр Лукса Франтишек Чермак             | 3-6 6-3 6-1    |
| 7. | 6 октября 2002  | Севилья, Испания        | Грунт    | Мариано Худ             | Алекс Лопес Морон Альберт Портас        | 4-6 6-1 6-4    |
| 8. | 4 ноября 2007   | Монтевидео, Уругвай     | Грунт    | Пабло Куэвас            | Сантьяго Вентура Марсель Гранольерс     | Без игры       |
| 9. | 30 ноября 2008  | Лима, Перу              | Грунт    | Себастьян Прието        | Рамон Дельгадо Жулио Сильва             | 6-3 6-3        |

#### Поражения (10)
| №   | Дата            | Турнир              | Покрытие | Партнёр           | Соперники в финале                        | Счёт              |
| 1.  | 24 мая 1998     | Антофагаста, Чили   | Грунт    | Серхио Кортес     | Америко Венеро Монтес Франсиско Руис      | 4-6 6-7           |
| 2.  | 6 сентября 1998 | Лима, Перу          | Грунт    | Руди Рэйк         | Маркос Даниэль Родриго Монте              | 7-5 6-7 5-7       |
| 3.  | 22 октября 2000 | Лима, Перу          | Грунт    | Хуан Игнасио Чела | Мартин Родригес Гастон Этлис              | 2-6 2-5 — отказ   |
| 4.  | 8 июля 2001     | Венеция, Италия     | Грунт    | Себастьян Прието  | Марк Мерклейн Митч Спренгелмейер          | 4-6 6-7(7)        |
| 5.  | 6 января 2002   | Сан-Паулу, Бразилия | Хард     | Федерико Браун    | Брэндон Куп Фредерик Нимейер              | 7-6(5) 6-7(4) 4-6 |
| 6.  | 12 мая 2002     | Любляна, Словения   | Грунт    | Себастьян Прието  | Эдгардо Масса Мариано Худ                 | 5-7 1-6           |
| 7.  | 3 ноября 2002   | Сан-Паулу, Бразилия | Грунт    | Серхио Ройтман    | Себастьян Прието Мариано Худ              | 3-6 4-6           |
| 8.  | 13 ноября 2005  | Гуаякиль, Эквадор   | Грунт    | Иван Миранда      | Хуан Мартин дель Потро Хуан-Антонио Марин | Без игры          |
| 9.  | 6 апреля 2008   | Неаполь, Италия     | Грунт    | Фредерико Жил     | Ярослав Левинский Томаш Цибулец           | 1-6 3-6           |
| 10. | 29 марта 2009   | Барлетта, Италия    | Грунт    | Пабло Куэвас      | Сантьяго Вентура Рубен Рамирес Идальго    | 6-7(1) 2-6        |

## История выступлений на турнирах
| Турнир                       | 2000  | 2001          | 2002          | 2003          | 2004  | 2005          | 2006          | 2007          | 2008  | 2009  | Итог   | В/П за карьеру |
| ---------------------------- | ----- | ------------- | ------------- | ------------- | ----- | ------------- | ------------- | ------------- | ----- | ----- | ------ | -------------- |
| Турниры Большого Шлема       |       |               |               |               |       |               |               |               |       |       |        |                |
| Открытый чемпионат Австралии | -     | -             | К             | 1Р            | 1Р    | 1Р            | 3Р            | 1Р            | 1Р    | -     | 0 / 6  | 2-6            |
| Открытый чемпионат Франции   | К     | К             | К             | 2Р            | 2Р    | 3Р            | 1Р            | 1Р            | 2Р    | К     | 0 / 6  | 5-6            |
| Уимблдонский турнир          | -     | -             | -             | 1Р            | 1Р    | 1Р            | 1Р            | 1Р            | 1Р    | -     | 0 / 6  | 0-6            |
| Открытый чемпионат США       | -     | -             | 1Р            | 1Р            | 1Р    | 1Р            | 2Р            | 2Р            | 1Р    | -     | 0 / 7  | 2-7            |
| Итог                         | 0 / 0 | 0 / 0         | 0 / 1         | 0 / 4         | 0 / 4 | 0 / 4         | 0 / 4         | 0 / 4         | 0 / 4 | 0 / 0 | 0 / 25 |                |
| В/П в сезоне                 | 0-0   | 0-0           | 0-1           | 1-4           | 1-4   | 2-4           | 3-4           | 1-4           | 1-4   | 0-0   |        | 9-25           |
| Олимпийские игры             |       |               |               |               |       |               |               |               |       |       |        |                |
| Летняя олимпиада             | -     | Не проводился | Не проводился | Не проводился | 1Р    | Не проводился | Не проводился | Не проводился | -     | НП    | 0 / 1  | 0-1            |

К — проигрыш в отборочном турнире.
| Турнир                       | 2003  | 2004  | 2005  | 2006  | 2007  | 2008  | 2009  | Итог   | В/П за карьеру |
| ---------------------------- | ----- | ----- | ----- | ----- | ----- | ----- | ----- | ------ | -------------- |
| Турниры Большого Шлема       |       |       |       |       |       |       |       |        |                |
| Открытый чемпионат Австралии | -     | 1Р    | -     | 1Р    | 1Р    | 1Р    | -     | 0 / 4  | 0-4            |
| Открытый чемпионат Франции   | 1Р    | 1Р    | -     | -     | 1Р    | П     | 3Р    | 1 / 5  | 8-4            |
| Уимблдонский турнир          | -     | 1Р    | 1Р    | -     | -     | 2Р    | -     | 0 / 3  | 1-2            |
| Открытый чемпионат США       | 1Р    | 1Р    | 1Р    | 1Р    | 2Р    | 2Р    | -     | 0 / 6  | 2-5            |
| Итог                         | 0 / 2 | 0 / 4 | 0 / 2 | 0 / 2 | 0 / 3 | 1 / 4 | 0 / 1 | 1 / 18 |                |
| В/П в сезоне                 | 0-2   | 0-4   | 0-2   | 0-2   | 1-2   | 8-2   | 2-1   |        | 11-15          |
| Итоговый чемпионат ATP       |       |       |       |       |       |       |       |        |                |
| Финал Мирового Тура          | -     | -     | -     | -     | -     | 1/2   | -     | 0 / 1  | 2-2            |